# Manish Chotrani
Manish Chotrani, né le 9 avril 1971 à Delhi, est un joueur de squash représentant l'Inde. Il est champion d'Inde en 1999 et 2001.
Son fils Veer Chotrani est également joueur de squash, champion d'Asie junior en 2019.

## Biographie
Il commence sérieusement le squash à l'âge tardif de 24 ans et quatre ans plus tard devient champion d'Inde. En même temps que son deuxième titre en 2001, il se lance dans le commerce de vêtements.

## Palmarès

### Titres
- Championnats d'Inde : 2 titres (1999, 2001)